# Háray Ferenc
Háray Ferenc névvariáns: Hárai Ferenc (Pamuk, 1923. november 10. – Budapest, 1993. június 7.) Jászai Mari-díjas magyar bábszínész, színész, érdemes művész.

## Életpályája
Pamukon született, 1923. november 10-én. Színészként 1944-ben diplomázott az Országos Magyar Színművészeti Akadémián. Pályáját vidéki társulatoknál kezdte, Kecskeméten, Szolnokon és Kaposváron. 1949-től nyugdíjba vonulásáig az Állami Bábszínház tagja volt. 1969-ben Jászai Mari-díjat kapott, 1983-ban érdemes művész lett.

## Fontosabb színházi szerepei
- Heltai Jenő: A néma levente... Beppo
- Békeffi István – Stella Adorján: Janika... Gyuszi
- Ray Henderson: Diákszerelem... Sylvester
- Erdélyi Mihály: Hazudik a muzsikaszó... Duro
- Zerkovitz Béla: Csókos asszony... Rendőr
- Lehár Ferenc: Cigányszerelem... Laci
- Berté Henrik: Három a kislány... Vógl
- Carlo Gozzi: Szarvaskirály... Deramo
- Friedrich Dürrenmatt: Angyal szállt le Babilonban... Akkia, koldus
- L. Frank Baum – Tótfalusi István: Óz, a nagy varázsló... Madárijesztő
- Körmöczi László: Aladdin és a csodalámpa... Uzsorás
- Vaszary Miklós – István Miklós: Angyalt vettem feleségül... Dr. Kosztolányi
- William Shakespeare – Szilágyi Dezső: Szentivánéji álom... Demetrius
- Jevgenyij Lvovics Svarc: A sárkány... Lancelot
- Alexandre Dumas – Erdődy János: A három testőr... Aramis, testőr
- Darvas Szilárd – Gádor Béla: Szerelmes istenek... Ganymedes
- Darvas Szilárd – Királyhegyi Pál: Az ember komédiája avagy egy karrier története... Eunuch
- Kodály Zoltán: Háry János... Ebelasztin lovag
- Weöres Sándor: Csalóka Péter... Csalóka Péter
- Bálint Ágnes: Piroska és a három kismalac... Röfi
- Tarbay Ede: Foltos és Fülenagy... Vasbőr
- Tamási Áron: Szegény ördög... Ápecz, Bépecz és a mesélő
- Kovács Gyula: Bohócok közjátéka... Benedek bohóc

## Filmek, tv
- Minden egér szereti a sajtot (1981)
- Nyúl a cilinderben (1983)